# Premio Jesse Owens
El Premio Jesse Owens es otorgado anualmente por la USA Track and Field (USATF) al atleta nacional con mejor desempeño en la rama masculina. Fue establecido en 1981 y la votación se realiza por comunicadores relacionados con la entidad. Desde 2009, un 10% del total de votos son proveídos por el público, y hasta el año 1995 el galardón fue entregado a un atleta (masculino o femenino). Entre 1996 y 2012, el premio se otorgó a los mejores atletas en las ramas masculina y femenina, ya que el 2013 se creó el premio Jackie Joyner-Kersee, exclusivo para mujeres.

## Historial

### Premio único (1981-1995)
| Año  | Atleta                   |
| ---- | ------------------------ |
| 1981 | Edwin Moses              |
| 1982 | Carl Lewis               |
| 1983 | Mary Decker              |
| 1984 | Joan Benoit              |
| 1985 | Willie Banks             |
| 1986 | Jackie Joyner-Kersee     |
| 1987 | Jackie Joyner-Kersee     |
| 1988 | Florence Griffith Joyner |
| 1989 | Roger Kingdom            |
| 1990 | Lynn Jennings            |
| 1991 | Carl Lewis               |
| 1992 | Kevin Young              |
| 1993 | Gail Devers              |
| 1994 | Michael Johnson          |
| 1995 | Michael Johnson          |

### Premio compartido (1996-2012)
| Año  | Atleta masculino  | Atleta femenina         |
| ---- | ----------------- | ----------------------- |
| 1996 | Michael Johnson   | Gail Devers             |
| 1997 | Allen Johnson     | Marion Jones            |
| 1998 | John Godina       | Marion Jones            |
| 1999 | Maurice Greene    | Inger Miller            |
| 2000 | Angelo Taylor     | Stacy Dragila           |
| 2001 | John Godina       | Stacy Dragila           |
| 2002 | Khalid Khannouchi | Deena Kastor            |
| 2003 | Tom Pappas        | Deena Kastor            |
| 2004 | Justin Gatlin     | Joanna Hayes            |
| 2005 | Justin Gatlin     | Allyson Felix           |
| 2006 | Jeremy Wariner    | Sanya Richards          |
| 2007 | Tyson Gay         | Allyson Felix           |
| 2008 | Bryan Clay        | Stephanie Brown Trafton |
| 2009 | Tyson Gay         | Sanya Richards          |
| 2010 | David Oliver      | Allyson Felix           |
| 2011 | Jesse Williams    | Carmelita Jeter         |
| 2012 | Ashton Eaton      | Allyson Felix           |

### Premio único al atleta masculino
| Año  | Atleta             | Ref. |
| ---- | ------------------ | ---- |
| 2013 | LaShawn Merritt    |      |
| 2014 | Meb Keflezighi     |      |
| 2015 | Ashton Eaton       |      |
| 2016 | Matthew Centrowitz |      |
| 2017 | Sam Kendricks      |      |
| 2018 | Noah Lyles         |      |
| 2019 | Donavan Brazier    |      |